# Bandolerisme social
El bandolerisme social és una forma de bandolerisme popular pròpia de gairebé totes les societats preindustrials, caracteritzada pel fet que mentre els comportaments delictius i al marge de la llei són perseguits per les autoritats, poden trobar nivells distints de justificació, o fins i tot de suport, de banda de la societat d'on han sorgit els bandolers (en general camperola).
El terme bandit social va ser inventat per l'historiador Eric Hobsbawm en el seu llibre "Primitive Rebels" de 1969 i el llibre "Bandits" de 1969. Hobsbawm va caracteritzar el bandolerisme social com una forma de bandolerisme nascuda del si de les contradiccions socials existents en les societats preindustrials i frontereres. El bandolerisme social és un fenomen generalitzat que s'ha produït en moltes societats al llarg de la història, i en l'actualitat encara n'existeixen formes, evidenciades en la pirateria i en els sindicats del crim organitzat. Els científics socials posteriors a Hobsbawm han discutit l'aplicabilitat del terme a formes més modernes de delinqüència, com ara les bandes de carrer i l'economia associada al comerç de drogues il·legals.

## El bandolerisme social segons Hobsbawm
La tesi fonamental de Hobsbawm és que els bandits són individus que viuen a les vores de les societats rurals robant i saquejant, però que sovint són vists per la gent com a herois o centres de resistència popular. El llibre de Hobsbawm parla del bandit com a símbol i idea mediatitzada, i alguns dels bandits a què es refereix són Pancho Vila, Lampião, Ned Kelly, Dick Turpin, Juraj Jánošík, Sándor Rózsa, Billy the Kid i Carmine Crocco, entre d'altres. El sentit col·loquial del terme bandoler o bandit és el tema del següent text de Hobsbawm:
| « | El punt determinant pel que fa als bandits socials és que són bandits camperols que el senyor i l'estat consideren com a delinqüents, però que romanen dins de la societat camperola i són considerats per la seva gent com a herois, com a campions, venjadors, combatents per la justícia, potser fins i tot líders d'alliberament i, en tot cas, com a homes que poden ser admirats, ajudats i recolzats. Aquesta relació entre el camperol ordinari i el rebel, el bandejant i el lladre és el que fa que el bandolerisme social sigui interessant i significatiu (...) El bandolerisme social d'aquest tipus és un dels fenòmens socials més universals de la història. | » |

## Crítica
Alguns historiadors i antropòlegs, com John S. Koliopoulos i Paul Sant Cassia, han criticat la teoria del bandolerisme social, destacant el freqüent ús de bandolers com a armatoloi per part de les autoritats otomanes contra la pagesia i en defensa de l'estat central. Sant Cassia va observar bandits mediterranis que "sovint es vesteixen d'una aura romàntica a través de la retòrica nacionalista i els textos que circulen i tenen una vida pròpia, donant-los una permanència i una potència que transcendeix el seu domini localitzat i la seva naturalesa transitòria". En el cas de Hobsbawm, la visió romàntica era política i no nacionalista, però la figura fluida i ambigua del bandit continua sent contradictòria.